# 알미산로
알미산로(Almisan-ro)는 경기도 안성시 안성동 제1산업단지사거리에서 안성시 안성동 도기교차로까지 연결하는 도로이다.

## 주요 경유지
경기도
- 안성시  (안성동)

## 노선
| 이름              | 접속 노선                                       | 소재지        | 소재지        | 비고          |
| 공단로와 직결     | 공단로와 직결                                   | 공단로와 직결 | 공단로와 직결 | 공단로와 직결 |
| ----------------- | ----------------------------------------------- | ------------- | ------------- | ------------- |
| 제1산업단지사거리 | 국가지원지방도 제70호선 (중앙로)                | 안성시        | 안성동        |               |
| 금석2교           |                                                 | 안성시        | 안성동        |               |
| 옥산대교          |                                                 | 안성시        | 안성동        |               |
| 옥산대교사거리    | 중앙대학로                                      | 안성시        | 안성동        |               |
| 옥산교            |                                                 | 안성시        | 안성동        |               |
| 경찰서앞 사거리   | 국가지원지방도 제70호선 (미양로)                | 안성시        | 안성동        |               |
| 도기가도교        |                                                 | 안성시        | 안성동        |               |
| 도기 교차로       | 국가지원지방도 제57호선 (안성맞춤대로) (영봉로) | 안성시        | 안성동        |               |

## 주요 건물및 시설
- 안성경찰서 (알미산로 140/도기동 583)
- 세븐일레븐 안성알미산점 (알미산로 306-1/도기동 301-52)